# Deutsche Gesellschaft für Sexualmedizin und Sexualpsychologie
Die Deutsche Gesellschaft für Sexualmedizin und Sexualpsychologie (DGSMP) ist eine interdisziplinäre Fachgesellschaft, die sich mit der Qualifizierung der fachspezifischen Berufsgruppen beschäftigt.
Die Gesellschaft wurde 1994 als Akademie für Sozialmedizin gegründet und im Jahr 2011 in Deutsche Gesellschaft für Sexualmedizin, Sexualtherapie und Sexualwissenschaft (DGSMTW) umbenannt. 2024 erhielt sie den heutige Namen. Die Gesellschaft ist Mitglied der Arbeitsgemeinschaft der Wissenschaftlichen Medizinischen Fachgesellschaften.

## Veranstaltungen
Die DGSMP berichtet auf ihrer Website über die eigenen Jahrestagungen und über Fortbildungs- und Weiterbildungsveranstaltungen ihres Faches.

## Leitlinienentwicklung
Die Gesellschaft beteiligt sich an der Entwicklung von Medizinischen Leitlinien im Rahmen des Leitlinienprogramms der AWMF.

## Stellungnahmen
Die Gesellschaft veröffentlicht Stellungnahmen zu aktuellen Themen ihres Fachs.

## Publikationsorgan
Die Zeitschrift Sexuologie, Zeitschrift für Sexualmedizin, Sexualtherapie und Sexualwissenschaft, ist das offizielle Publikationsorgan der Gesellschaft. Sie wurde 1994 von der Akademie für Sexualmedizin (ASM) gegründet und ab 2012 von der Deutschen Gesellschaft für Sexualmedizin, Sexualtherapie und Sexualwissenschaft (DGSMTW) herausgegeben, die seit 2024 den Namen Deutsche Gesellschaft für Sexualmedizin und Sexualpsychologie (DGSMP) trägt. Seit 2013 erscheint die Sexuologie in Kooperation mit der Österreichischen Akademie für Sexualmedizin.

## Kooperationen
Die DGSMP kooperiert unter anderem mit der Deutschen Gesellschaft für Sexualforschung (DfS), der Österreichischen Akademie für Sexualmedizin (ÖASM), der European Society for Sexual Medicine (ESSM) und der International Society for Sexual Medicine (ISSM).

## Geschichte
Seit dem Jahr 1995 ist die Gesellschaft Mitglied der AWMF.